# 안탈리아주

안탈리아주의 위치

안탈리아주(튀르키예어: Antalya ili)는 튀르키예 남서부에 위치한 주로, 지중해 지역에 속한다. 주도는 안탈리아이며 면적은 20,723km2, 인구는 2,070,663명(2006년 기준), 자동차 번호는 07번, 시외전화 지역번호는 0242번이다. 타우루스산맥과 지중해 사이에 위치하며 15개 군을 관할한다.
튀르키예 관광 산업의 중심지이며 튀르키예를 방문한 외국인 관광객의 30%가 이 곳을 찾는다. 해안선의 길이는 657km에 달하며 해변과 항만, 고대 도시인 크산토스가 있다.

## 어원
안탈리아주는 기원전 2세기에 안탈리아를 건설한 페르가몬의 왕 아탈로스 2세의 이름을 따 붙여졌다.